# Ana Fernández (actriz)
Ana Fernández (Valencina de la Concepción, Sevilla, 29 de mayo de 1965) es una actriz española. Es una reconocida actriz que ha participado en numerosas películas, entre ellas Yerma, de Pilar Távora, mediometrajes como Tesoro de Miguel Vives, en televisión y en teatro. También se ha dedicado al doblaje.

## Trayectoria
Solas fue su primer papel protagonista en el cine. La ópera prima de Benito Zambrano otorgó a Ana Fernández un reconocimiento unánime de crítica y de público. Por ese trabajo, Ana Fernández obtuvo el Goya a la Mejor Actriz Revelación, y el Iris de Plata a la Mejor Actriz Revelación en el Festival Internacional de Cine de Bruselas, entre otros.
Le siguieron títulos como Sé quién eres, de Patricia Ferreira o You're the One (una historia de entonces), de José Luis Garci y por la que fue candidata a los premios Goya en la categoría de Mejor Actriz de Reparto.
Ha trabajado con algunos de los directores más prestigiosos del cine español. Entre sus trabajos más recientes destacan Tiovivo c. 1950, de José Luis Garci; Tánger, al lado de Jorge Perugorría y  Fele Martínez, en el que ha supuesto el debut como realizador del novelista Juan Madrid; Pasos, el debut en la dirección del veterano actor argentino Federico Luppi y La promesa, en la que Ana comparte reparto junto a Carmen Maura.
Ana ha intervenido en títulos tan importantes del cine español como Hable con ella, del aclamado director Pedro Almodóvar y En la ciudad sin límites, esta última junto a Fernando Fernán Gómez y Leonardo Sbaraglia. Ha trabajado también a las órdenes de José Luis Garci en Historia de un beso, por la que fue candidata al Goya a la Mejor actriz.
Entre sus intervenciones en televisión, destaca su trabajo en la serie de Antena 3 Policías, en el corazón de la calle.
En cuanto a su paso por el teatro, es de destacar su cabeza de cartel en la versión de La casa de Bernarda Alba de Federico García Lorca, dirigida por José Carlos Plaza en 2022.
A finales de 2023 se confirma su ficha por Sueños de libertad, serie diaria de Antena 3 para interpretar a Digna Vázquez, junto con Alain Hernández, Natalia Sánchez y Daniel Tatay, entre otros.

## Filmografía
- 1998 Yerma - Lavandera
- 1998 Tesoro (corto) María
- 1999 Solas - María (Benito Zambrano, 1999)
- 2000 You're the One (una historia de entonces) - Pilara
- 2000 Sé quién eres - Paloma (Patricia Ferreira, 2000)
- 2000 Vaivén (corto)
- 2001 Malefemmene - Candela
- 2001 El apagón (corto)
- 2002 Historia de un beso - Andrea
- 2002 El hijo de John Lennon (corto)
- 2002 La soledad era esto - Mercedes
- 2002 Hable con ella - Hermana de Lydia
- 2002 En la ciudad sin límites - Carmen
- 2002 Reflejos - Julia
- 2002 El resultado de la vida (corto) - Señora
- 2004 Tiovivo c. 1950 - Teresita
- 2004 La promesa - Dorita
- 2004 Tánger - Lidia
- 2005 Pasos - Silvia (Federico Luppi, 2005)
- 2005 Morir en San Hilario - Esther (Laura Mañá, 2005)
- 2006 Pura sangre  - Clara
- 2006 Amor en defensa propia - Adriana
- 2006 Sin ti - Lucía (Raimon Masllorens, 2006)
- 2007 El corazón de la tierra - Mercedes (Antonio Cuadri, 2007)
- 2007 Lola  - Rosario
- 2008 Muñeca, cuestión de sexo - Gabriela (Sebastián Arrau, 2008)
- 2008 Bienvenido a Farewell-Gutmann - Adela
- 2009 El único camino … Mari
- 2009 Volver a empezar … Mari
- 2010 Efímera (corto) - María
- 2010 Vidas pequeñas - Bárbara (Enrique Gabriel, 2010)
- 2010 El grifo (corto) - Hija
- 2010 Ni dios, ni patrón, ni marido
- 2011/II Sol (corto)
- 2011 Acorralados - Eva Priaska
- 2012 30 años de oscuridad[2]
- 2012 Casi inocentes - Regina
- 2012 Els nens salvatges - Rosa
- 2013 Cuidado con lo que sueñas - Candela (Venezuela)
- 2014 La novia - Amiga de la familia
- 2014 Purgatorio - Ana
- 2018 Con el viento
- 2019 La suite nupcial
- 2019 Abuelos - Amalia

### Televisión
| Año           | Título                              | Personaje                                 | Cadena    | Episodios    |
| ------------- | ----------------------------------- | ----------------------------------------- | --------- | ------------ |
| 1997          | Todos los hombres sois iguales      | Marta Reyes                               | Telecinco | 1 episodio   |
| 1997          | Los negocios de mamá                | Azafata                                   | La 1      | 1 episodio   |
| 2000          | María: madre de Jesús               | María                                     |           |              |
| 2000          | Policías, en el corazón de la calle | Lucía Ramos                               | Antena 3  | 14 episodios |
| 2003          | La Mari                             | Mari                                      | Canal Sur | 2 episodios  |
| 2003          | Mónica                              | Mónica                                    | -         | TV Movie     |
| 2005          | Falsa culpable                      | Isabel Costa                              |           | TV Movie     |
| 2007          | Vida de familia                     | Marta                                     |           | TV Movie     |
| 2008          | Flor de mayo                        | Tona                                      |           | TV Movie     |
| 2009          | La Mari 2                           | Mari                                      | Canal Sur | 2 episodios  |
| 2010          | La Pola                             | Virreina Doña Francisca Villanova y Marco | Canal RCN |              |
| 2011          | El ángel de Budapest                | Sra. Tourné                               | La 1      | TV Movie     |
| 2019          | Brigada Costa del Sol               | Alicia Mestre                             | Telecinco | 12 episodios |
| 2020-2022     | Servir y proteger                   | Diana del Val                             | La 1      | 65 episodios |
| 2022          | Desconocidas                        | Blanca                                    | Canal Sur | 13 episodios |
| 2024-presente | Sueños de libertad                  | Digna Vázquez                             | Antena 3  | ¿?           |

- Voz habitual de: C-18 (DBZ; película DBZ-11; Especial de TV-2), Goten niño (DBZ) y Leona (Dragon Quest: Las aventuras de Fly).
- Otros personajes doblados: Gohan niño (SonGohanda; DBZ ep. 168 a ep. 194), Pan (DBZ), Puar (DB ep. 27 a ep. 93), Snow (DB ep. 113 a ep. 153), Arale Norimaki (DB; película DB-3), Goku niño (Flashbacks saga de Boo), Mera (DB ep. 81), Magdalena (DB ep. 128), Mai (Película DB-3), Fantasma Kamikaze de Gotenks n.º 2 (DBZ), Maron niña (DBZ), Manjula (Los Simpsons (1.ª voz) ). Es Presentada en Dragon Ball como: Goku de niño y Goku Jr., Goten Jr., Gohan Jr, y más.

## Premios y nominaciones
Premios Goya
| Año  | Categoría                                  | Película                                  | Resultado |
| ---- | ------------------------------------------ | ----------------------------------------- | --------- |
| 1999 | Mejor actriz revelación                    | Solas                                     | Ganadora  |
| 2000 | Mejor interpretación femenina de reparto   | You're the One (una historia de entonces) | Nominada  |
| 2002 | Mejor interpretación femenina protagonista | Historia de un beso                       | Nominada  |

Medallas del Círculo de Escritores Cinematográficos
| Año  | Categoría               | Película | Resultado |
| ---- | ----------------------- | -------- | --------- |
| 1999 | Mejor actriz secundaria | Solas    | Ganadora  |

Otros premios
- Mejor actriz en el VI Festival Internacional de Cine Bajo la Luna - Islantilla Cinefórum 2013, por su papel en el largometraje Casi inocentes.

- El Iris de Plata a la mejor actriz en el Festival Internacional de Cine Fantástico de Bruselas.

- Mejor actriz en el Festival de Cine Independiente de Lisboa - Indie Lisboa - Festival de Cine Independiente.

- Premio a la mejor actriz revelación en los premios de la Unión de Actores en 1999 por Solas.

- Nominada a Mejor Actriz de Reparto en los premios de la Unión de Actores en 2016 por La novia.